# Lekkoatletyka na Letnich Igrzyskach Paraolimpijskich 2012 – 100 metrów T13 mężczyzn
W biegu na 100 metrów kl. T13 mężczyzn podczas Letnich Igrzysk Paraolimpijskich 2012 rywalizowało ze sobą 15 zawodników. W konkursie udział wzięły osoby niedowidzące o niskim stopniu upośledzenia wzroku.

## Wyniki

### Eliminacje
Bieg 1
| Poz. | Zawodnik              | Narodowość | Rezultat | Uwagi |
| ---- | --------------------- | ---------- | -------- | ----- |
| 1    | Jason Smyth           | Irlandia   | 10,54    | Q, WR |
| 2    | Luis Felipe Gutierrez | Kuba       | 10,94    | Q     |
| 3    | Artem Łoginow         | Rosja      | 11,16    | Q     |
| 4    | Braedon Samuel Dolfo  | Brazylia   | 11,26    | q     |
| 5    | Ayoub Chaoui          | Maroko     | 11,37    |       |
| 6    | Joan Munar Martinez   | Hiszpania  | 11,60    |       |
| 7    | Biondi Misasi         | Surinam    | 11,92    |       |

Bieg 2
| Poz. | Zawodnik          | Narodowość        | Rezultat | Uwagi |
| ---- | ----------------- | ----------------- | -------- | ----- |
| 1    | Jonathan Ntutu    | Południowa Afryka | 11,00    | Q     |
| 2    | Radosław Zlatanow | Bułgaria          | 11,10    | Q     |
| 3    | Alekiej Labzin    | Rosja             | 11,15    | Q     |
| 4    | André Andrade     | Brazylia          | 11,22    | q     |
| 5    | Philipp Handler   | Szwajcaria        | 11,45    |       |
| 6    | Songwut Lamsan    | Tajlandia         | 11,59    |       |
| 7    | Mohammed Fannouna | Palestyna         | 11,88    |       |
| 8    | Mohammed Amguoun  | Maroko            | 12,66    |       |

### Finał
| Poz. | Zawodnik              | Narodowość        | Rezultat | Uwagi |
| ---- | --------------------- | ----------------- | -------- | ----- |
| 1    | Jason Smyth           | Irlandia          | 10,46    | WR    |
| 2    | Luis Felipe Gutierrez | Kuba              | 11,02    |       |
| 3    | Jonathan Ntutu        | Południowa Afryka | 11,03    |       |
| 4    | Aleksiej Labzin       | Rosja             | 11,03    |       |
| 5    | Artem Łoginow         | Rosja             | 11,18    |       |
| 6    | Radosław Zlatanow     | Bułgaria          | 11,25    |       |
| 7    | Braedon Samuel Dolfo  | Kanada            | 11,27    |       |
| 8    | André Andrade         | Brazylia          | 11,28    |       |